# Tephrosia polyzyga
Tephrosia polyzyga är en ärtväxtart som beskrevs av George Bentham. Tephrosia polyzyga ingår i släktet Tephrosia och familjen ärtväxter. Inga underarter finns listade i Catalogue of Life.